# 春日井市立西藤山台小学校
春日井市立西藤山台小学校（かすがいしりつにしふじやまだいしょうがっこう）は、かつて愛知県春日井市藤山台にあった公立小学校。

## 沿革
- 1973年（昭和48年）4月1日 - 春日井市立西藤山台小学校が開校[1]。
- 2016年（平成28年）3月31日 - 春日井市立藤山台小学校に統合されて閉校[2]。
- 2024年（令和6年）4月 - 本校跡地を利用した地域交流施設として、「ノキシタプレイス」が開所する[3]。

## 歴史
1968年開校の春日井市立藤山台小学校、1971年開校の春日井市立藤山台東小学校に次いで、藤山台で3番目の小学校として開校。開校時の児童数は362人であり、1987年には619人にまで増加。しかしながら、2007年には288人にまで減少した。
2010年代に入ると、市では藤山台の3小学校の統合を検討。その結果、2013年3月に藤山台小学校と藤山台東小学校の2校が統合され、新たに「藤山台小学校」が誕生する。次いで、2016年3月に藤山台小学校と西藤山台小学校が統合されたことにより、本校が閉校となった。

## 校歌
「西藤山台小学校　校歌」　作詞：梅村保夫　校閲：安藤直太朗　作曲：稲垣昇
出典：

## 校区
- 春日井市藤山台4丁目～8丁目、白山町9丁目[6]

校区は南北に細長い。校区の北側には中層の公団住宅が多く、東側・西側・南側は一戸建ての住宅地となっている。校舎は緩やかに盛り上がった丘の頂上付近にあるため、校舎の3階からは尾張丘陵が一望できた。
進学先中学校は春日井市立藤山台中学校だった。

## アクセス
- 最寄駅 - JR中央本線高蔵寺駅から約3キロメートルの距離がある[8]。